# Fatoumata Binta Diallo

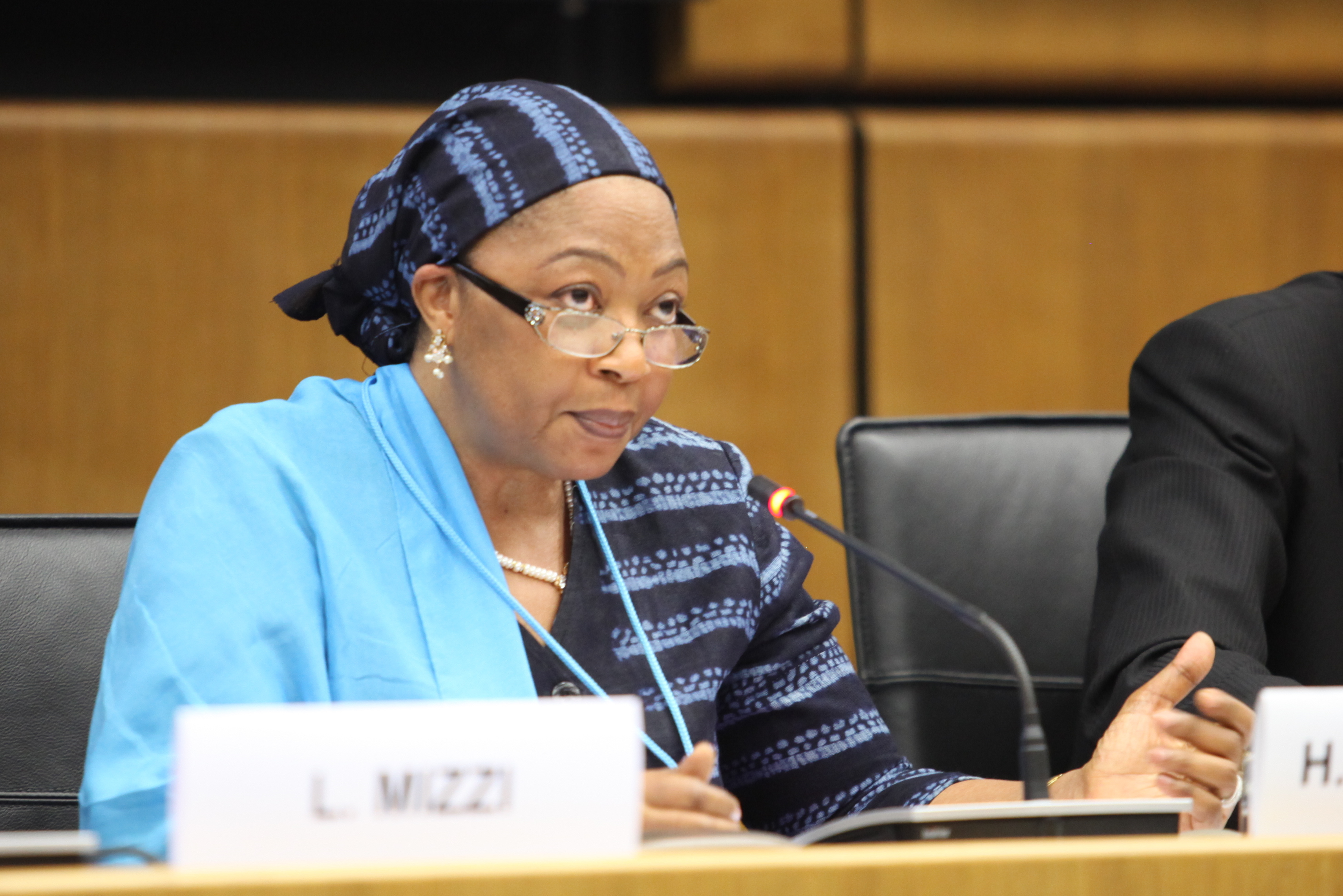
Fatoumata Binta Diallo (2014)

Fatoumata Binta Diallo là một chính trị gia ở Guinea. Một cựu Bộ trưởng Năng lượng và Nước và Bộ trưởng Công nghiệp, Doanh nghiệp vừa và nhỏ và Thúc đẩy khu vực tư nhân, bà hiện là chủ tịch của Diễn đàn Phụ nữ Nghị viện Guinea.

## Nghề nghiệp
Fatoumata Binta Diallo là con gái của cựu chủ tịch Quốc hội Guinea Boubacar Biro Diallo. Bà là thành viên của Quốc hội Guinea cho khu vực bầu cử của Koundara. Binta Diallo là thành viên của Liên minh các lực lượng dân chủ Guinea.
Binta Diallo đã phục vụ trong nội các của Guinea với tư cách là Bộ trưởng Năng lượng và Nước. Năm 2015 và 2016, bà là Bộ trưởng Bộ Công nghiệp, Doanh nghiệp nhỏ và vừa và Xúc tiến khu vực tư nhân dưới thời Chủ tịch Alpha Condé. Binta Diallo chuyển lòng trung thành sang Hội đồng Nhân dân Guinea vào tháng 10 năm 2017.
Binta Diallo được bầu làm chủ tịch Diễn đàn Phụ nữ Nghị viện Guinea vào tháng 7 năm 2016, trước đây bà từng là thủ quỹ của bộ phận đó. Mục tiêu của bà là cải thiện sự đại diện của phụ nữ trong quốc hội, chính quyền địa phương và tư pháp Guinea.
Binta Diallo khuyến khích tác giả Adnan Qureshi đến Guinea để ghi nhận đại dịch virus Ebola Tây Phi 2013-1016.